# Stewart Levine
Stewart Levine is een Amerikaans muziekproducent. Hij werkte met veel uiteenlopende artiesten waaronder Minnie Riperton, Lionel Richie, Simply Red, Hugh Masekela, Dr. John, Randy Crawford, B.B. King, Huey Lewis and the News, Patti Labelle, Sly Stone, Boy George, Joe Cocker, Oleta Adams en Jamie Cullum.
In 1982 won het door Levine geproduceerde “Up Where We Belong” van Joe Cocker en Jennifer Warnes een Grammy Award.